# 冤罪File
冤罪File（えんざいふぁいる）は、メディアックスが年2回発売している冤罪専門雑誌である。発行元は、2008年の創刊からしばらくはキューブリックだったが、現在は希の樹出版（のぞみのきしゅっぱん）。
創刊以来、 東電OL殺人事件 、布川事件、 足利事件、福井女子中学生殺人事件など、近年、再審無罪判決が出た事件や再審開始決定が出た事件について、これらの事件が冤罪として社会的に有名になる前にいち早く冤罪事件として取り上げてきた。また、八海事件 などの歴史的冤罪事件を取り上げてきた、波崎事件や三鷹事件といった歴史的冤罪疑惑事件も取り上げた他、和歌山毒物カレー事件も幾度にもわたり、冤罪の疑いがある事件として取り上げている。
巻頭で、冤罪問題と関連がある著名人のインタビューを掲載することが多く、創刊号に登場した周防正行以来、田中森一、亀井静香、落合恵子、やくみつる、森達也、三井環、木谷明、佐野眞一などが登場している。やくみつるは巻頭インタビューに登場したVol.4以来、毎号、冤罪関係の最新の話題をテーマにしたイラストや4コマ漫画を表紙や目次のページに提供している。

## 過去に取り上げた事件（五十音順）
- 足利事件
- 飯塚事件
- 恵庭OL殺人事件
- 大阪地裁所長襲撃事件
- 大崎事件
- 鹿児島高齢夫婦殺害事件
- 川崎協同病院事件
- 旧清川村強盗殺人事件
- 筋弛緩剤点滴事件
- 高知白バイ衝突死事故
- 神戸市質店主強盗殺人事件
- 御殿場事件
- 湖東記念病院事件
- 狭山事件
- 西武新宿線第1事件
- 西武新宿線第3事件
- 爪切り事件
- 東電OL殺人事件
- 栃木小1女児殺害事件
- 徳島ラジオ商殺し事件
- 氷見事件
- 豊川市男児連れ去り殺人事件
- 名張毒ぶどう酒事件
- 成田チョコレート缶覚醒剤持ち込み事件
- 袴田事件
- 波崎事件
- 東住吉事件
- 東広島市女性暴行死事件
- 引野口事件
- 日野町事件
- 浜松幼児変死事件
- 広島家族3人放火殺人事件
- 布川事件
- 福井女子中学生殺人事件
- 福岡事件
- 北海道庁爆破事件
- 舞鶴高1女子殺害事件
- 米原汚水タンク殺人事件
- 松橋事件
- 三鷹事件
- 八海事件
- 山口県下関市6歳女児殺害事件
- 和歌山毒物カレー事件